# Região Metropolitana de Ribeirão Preto
Região Metropolitana de Ribeirão Preto (RMRP) ou Grande Ribeirão Preto é a primeira região metropolitana do estado de São Paulo fora da macrometrópole, formada pelo aglomerado de 34 municípios. O projeto de lei complementar que instituiu a região metropolitana foi aprovado pela Assembleia Legislativa de São Paulo em 15 de junho de 2016, sendo oficialmente sancionado pelo governador Geraldo Alckmin em 6 de julho do mesmo ano.
A RMRP conta com 14 787,890 km² (5,96% do Estado e 0,17% do país), em relação à população, a nova região metropolitana tem cerca de 1,7 milhão de habitantes (3,7% do Estado e 0,80% do país) e seu Produto Interno Bruto (PIB) estimado no ano base de 2021 é de R$ 82,4 bilhões (3,02% do PIB do Estado e 0,89% do PIB brasileiro). É composta por 34 municípios, sendo que oito deles estão localizados às margens da rodovia Anhanguera. A frota de veículos na RMRP em 2018, totalizava 1.149.654 unidades. Com isso, a RMRP passa a ser a 19ª mais populosa e a 15ª de maior PIB do país.

## Histórico
Os fatores que possibilitaram a criação da região metropolitana, foram a concentração populacional, a geração de renda, o fluxo de moradores entre as cidades e a infraestrutura aeroportuária e rodoviária. Seu processo de formalização teve início em março de 2016, e teve três audiências: Mococa, Jaboticabal e Ribeirão Preto, em abril de 2016. Como benefício, os municípios que integram a Região Metropolitana de Ribeirão Preto terão um conselho metropolitano, fundo próprio com dinheiro do estado e dos municípios, articulação conjunta de serviços de segurança, saúde e transporte, além do fim do DDD para chamadas intermunicipais dentro da RMRP.

## Conurbação

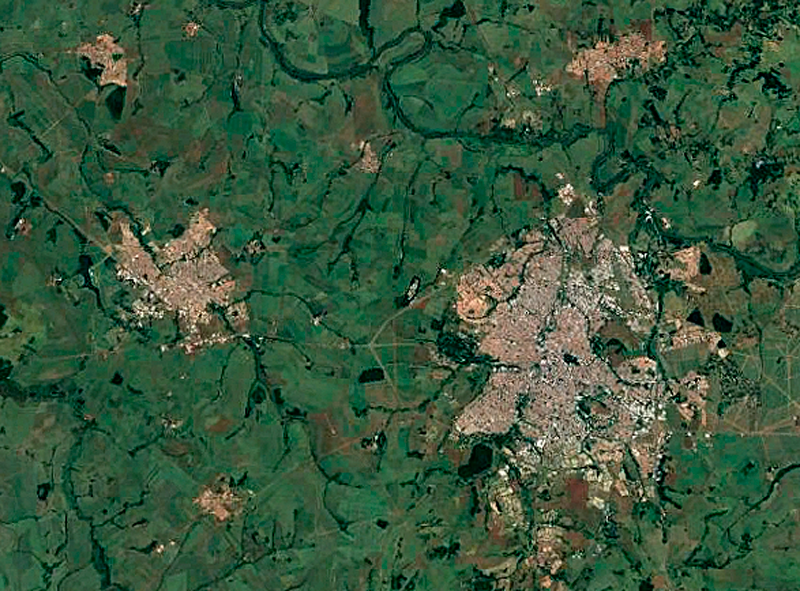
Imagem de satélite do entorno da metrópole, com destaque para as duas maiores cidades da região metropolitana, Ribeirão Preto (à direita) e Sertãozinho (à esquerda), e seu processo de conurbação, ainda em fase inicial.

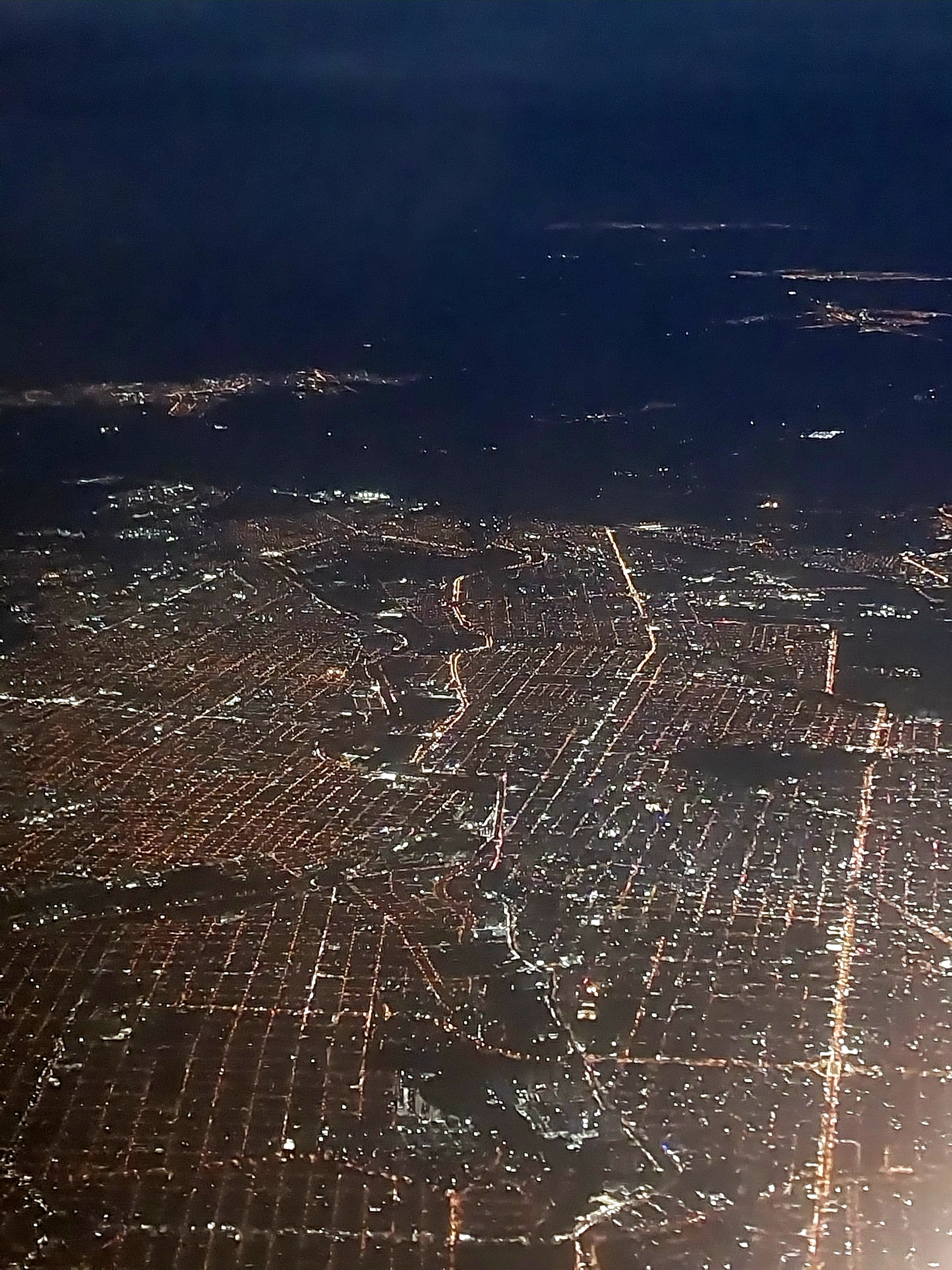
Vista parcial noturna de Ribeirão Preto, com luzes ao fundo de Jardinópolis (à esquerda) e Brodowski, Batatais e Franca (à direita).

Algumas cidades no entorno de Ribeirão Preto estão iniciando um processo de conurbação (unificação da malha urbana de duas ou mais cidades, em consequência de seu crescimento geográfico). Atualmente, as cidades de Sertãozinho, Dumont, Cravinhos e Jardinópolis estão crescendo em direção a metrópole da região, e ficando muito próximas geograficamente. A cidade de Pontal também está se expandindo em direção a Sertãozinho e aproximando a malha urbana das duas cidades. Assim como, Jardinópolis e Brodowski estão se aproximando. No entanto existe a discussão de se evitar a conurbação através de planos de crescimento evitando os problemas inerentes a esta situação, como a segurança por exemplo.

## Polarizadores[9]
AgronegócioEconomia ligada ao agronegócio sobretudo na indústria sucroalcooleira de importância regional e nacional.
Eventos internacionaisAgrishow (Ribeirão Preto) e Fenasucro & Agrocana (Sertãozinho).
Diversidade de atividades industriais e de serviçosPolo industrial de equipamentos médicos e odontológicos. Significativo parque industrial de metalurgia pesada de apoio à indústria sucroalcooleira.
TecnologiaParque Tecnológico de Ribeirão Preto  - Fundação Instituto Polo Avançado da Saúde e APL de Software.
SaúdeExcelência em saúde - APL da Saúde, Curso de medicina da USP campus Ribeirão Preto e Hospital das Clínicas. Conta com 46 estabelecimentos hospitalares públicos e privados, sendo que 19 estão localizados em Ribeirão Preto. Destacam-se o Hospital das Clínicas da Faculdade de Medicina (campus da USP – Ribeirão Preto), o Hospital Oftalmológico de Ribeirão Preto, referência em oftalmologia na região, e o Hospital de Câncer de Ribeirão Preto - Fundação SOBECCan.
Aeroporto Estadual Dr. Leite LopesDentre todos aeroportos (DAESP) do interior paulista, o aeroporto de Ribeirão Preto, é responsável por 43% da movimentação total de passageiros, 24% das cargas transportadas e 12% dos pousos e decolagens.
Atividades turísticasEstâncias turísticas de Nuporanga, Batatais e Santa Rita do Passa Quatro, além do potencial para o turismo sustentável: agronegócio, turismo rural, histórico cultural, de educação e religioso, dentre outros.
Importantes reservas naturais
- APAs: Eco turística do Médio Pardo e Morro de São Bento;
- Estações Ecológicas: Ribeirão Preto, Jataí e Santa Maria;
- Estações Experimentais: Bento Quirino, Luís Antônio, Santa Rita e São Simão;
- Floresta Estadual de Batatais, Parque Estadual Vassununga e Reserva Biológica de Sertãozinho.

## Conselho de Desenvolvimento

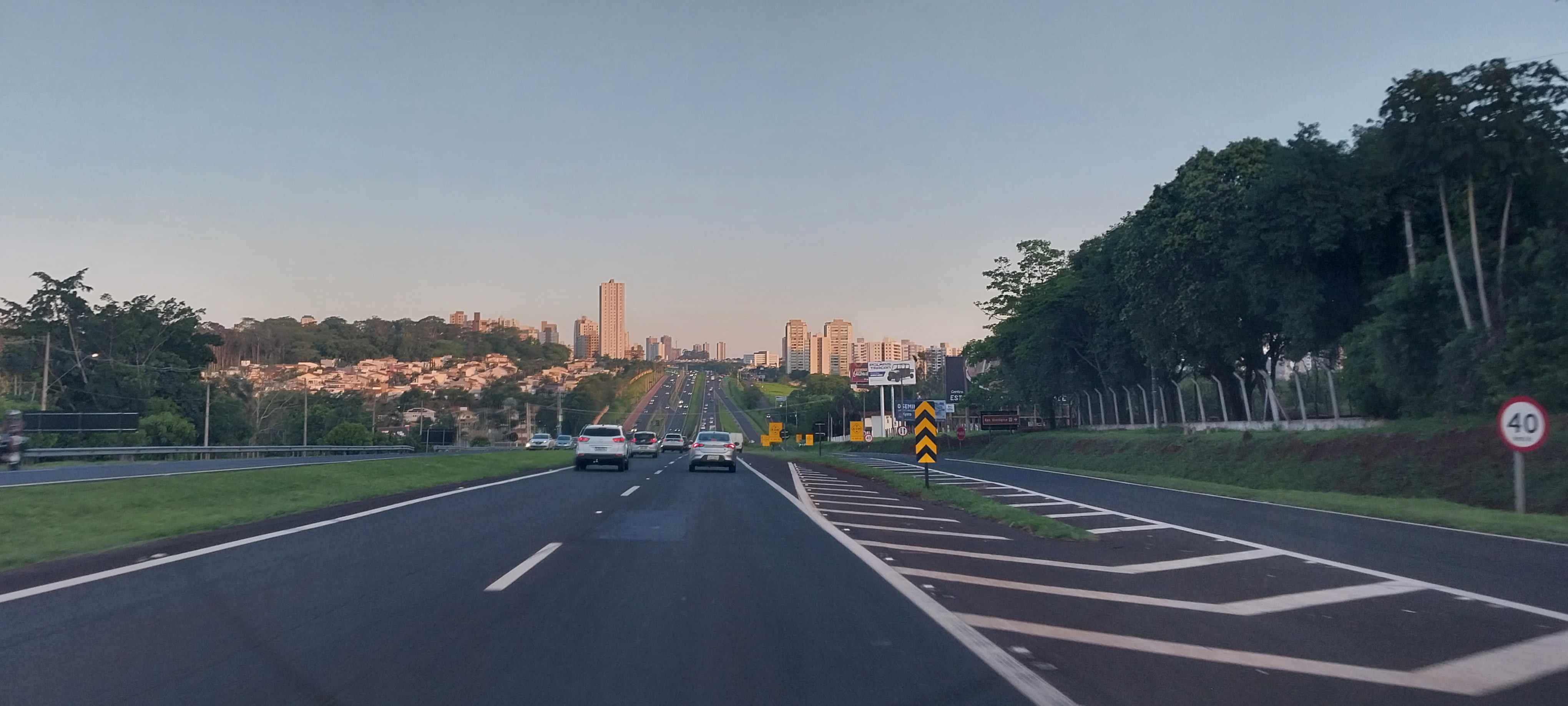
Anel Viário Sul de Ribeirão Preto.

A primeira reunião de oficialização do Conselho de Desenvolvimento da Região Metropolitana de Ribeirão Preto aconteceu no dia 27 de março de 2017, na sede da Associação de Engenharia, Arquitetura e Agronomia (AEAARP) e contou com a presença de 22 prefeitos e do subsecretário de Assuntos Metropolitanos, Edmur Mesquita, entre outras autoridades. Inclusive, foram eleitos o presidente e o vice-presidente do Conselho de Desenvolvimento: Duarte Nogueira (Prefeito de Ribeirão Preto) e José Luis Romagnoli (Prefeito de Batatais), respectivamente.

## Municípios

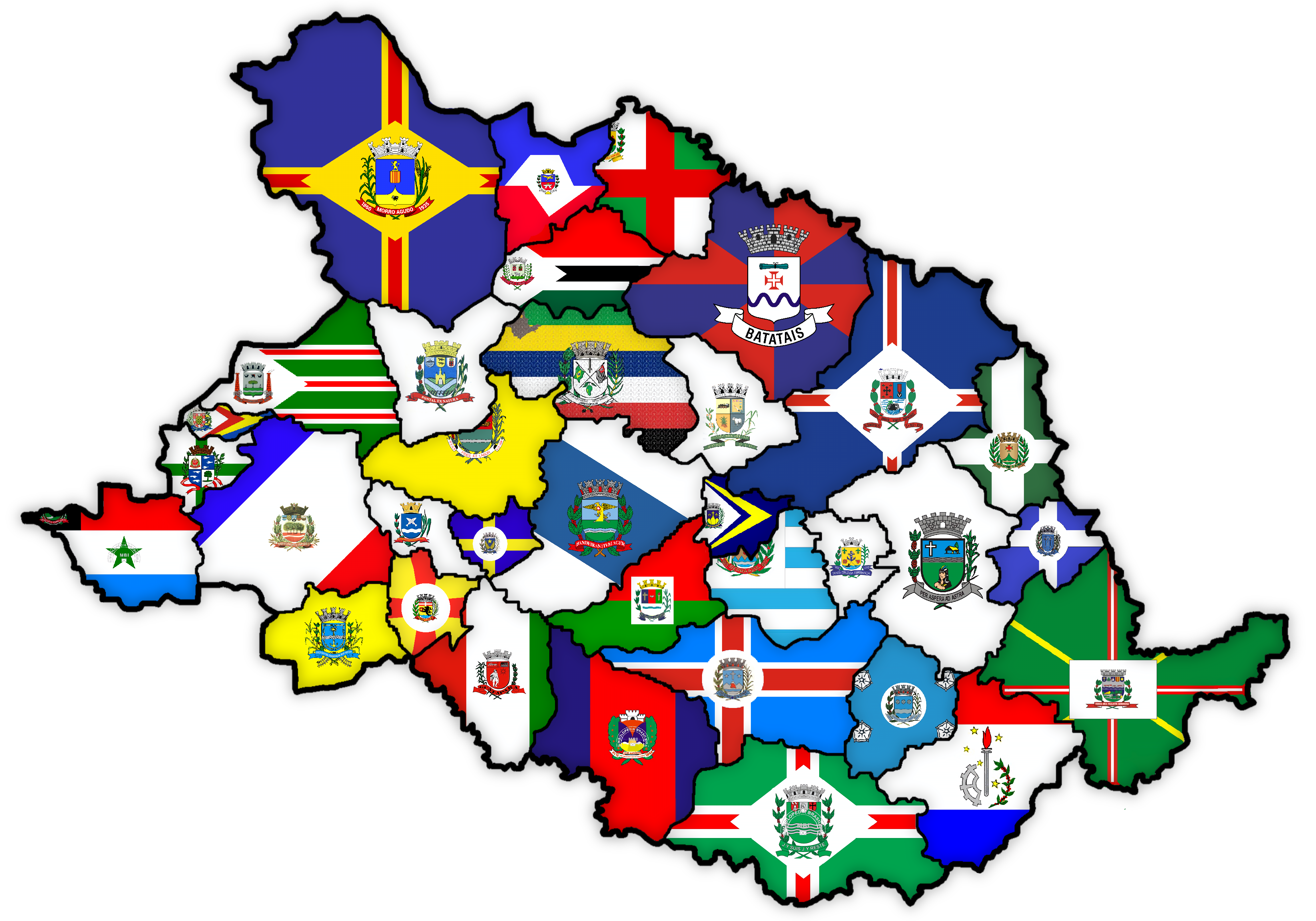

| Município                  | Área (km²) | População 2024 | IDH/2010         | PIB em R$ (2021) | Qtde Veículos (2024) | Porte da Cidade |
| -------------------------- | ---------- | -------------- | ---------------- | ---------------- | -------------------- | --------------- |
| Altinópolis                | 928,96     | 17.156         | 0,823 muito alto | R$ 833 milhões   | 11.743               | pequena         |
| Barrinha                   | 146,03     | 33.181         | 0,766 alto       | R$ 624 milhões   | 19.283               | pequena         |
| Batatais                   | 849,53     | 59.873         | 0,825 muito alto | R$ 2,4 bilhões   | 48.662               | média-pequena   |
| Brodowski                  | 278,46     | 26.167         | 0,805 muito alto | R$ 894 milhões   | 19.146               | pequena         |
| Cajuru                     | 660,09     | 24.217         | 0,783 alto       | R$ 761 milhões   | 18.544               | pequena         |
| Cássia dos Coqueiros       | 191,68     | 2.855          | 0,796 alto       | R$ 293 milhões   | 1.844                | pequena         |
| Cravinhos                  | 311,42     | 34.252         | 0,815 muito alto | R$ 1,7 bilhão    | 27.489               | pequena         |
| Dumont                     | 111,38     | 9.719          | 0,802 muito alto | R$ 342 milhões   | 6.500                | pequena         |
| Guariba                    | 270,29     | 38.609         | 0,756 alto       | R$ 1,1 bilhão    | 25.579               | pequena         |
| Guatapará                  | 413,57     | 7.462          | 0,776 alto       | R$ 245 milhões   | 4.195                | pequena         |
| Jaboticabal                | 706,60     | 73.467         | 0,815 muito alto | R$ 3,6 bilhões   | 65.015               | média-pequena   |
| Jardinópolis               | 501,87     | 46.868         | 0,808 muito alto | R$ 1,5 bilhão    | 30.706               | média-pequena   |
| Luiz Antônio               | 598,26     | 12.531         | 0,795 alto       | R$ 1,5 bilhão    | 8.497                | pequena         |
| Mococa                     | 1.000,84   | 69.324         | 0,809 muito alto | R$ 3,0 bilhões   | 52.526               | média-pequena   |
| Monte Alto                 | 346,95     | 48.725         | 0,813 muito alto | R$ 2,4 bilhões   | 46.507               | pequena         |
| Morro Agudo                | 1.388,13   | 28.561         | 0,767 alto       | R$ 1,2 bilhão    | 21.655               | pequena         |
| Nuporanga                  | 348,27     | 7.550          | 0,784 alto       | R$ 868 milhões   | 5.316                | pequena         |
| Orlândia                   | 291,77     | 39.193         | 0,824 muito alto | R$ 2,5 bilhões   | 38.067               | pequena         |
| Pitangueiras               | 430,64     | 34.416         | 0,764 alto       | R$ 1,3 bilhão    | 24.246               | pequena         |
| Pontal                     | 356,37     | 38.376         | 0,792 alto       | R$ 1,4 bilhão    | 24.730               | pequena         |
| Pradópolis                 | 167,38     | 17.309         | 0,798 alto       | R$ 1,0 bilhão    | 12.410               | pequena         |
| Ribeirão Preto             | 650,92     | 728.400        | 0,855 muito alto | R$ 39,9 bilhões  | 599.830              | grande          |
| Sales Oliveira             | 395,78     | 11.654         | 0,819 muito alto | R$ 417 milhões   | 8.633                | pequena         |
| Santa Cruz da Esperança    | 148,06     | 2.162          | 0,794 alto       | R$ 63 milhões    | 1.193                | pequena         |
| Santa Rita do Passa Quatro | 754,14     | 25.060         | 0,832 muito alto | R$ 825 milhões   | 21.331               | pequena         |
| Santa Rosa de Viterbo      | 288,58     | 23.725         | 0,804 muito alto | R$ 833 milhões   | 18.732               | pequena         |
| Santo Antônio da Alegria   | 310,29     | 6.917          | 0,770 alto       | R$ 211 milhões   | 4.300                | pequena         |
| São Simão                  | 617,25     | 13.590         | 0,801 muito alto | R$ 501 milhões   | 9.955                | pequena         |
| Serra Azul                 | 283,14     | 13.058         | 0,742 alto       | R$ 195 milhões   | 5.506                | pequena         |
| Serrana                    | 126,05     | 45.408         | 0,775 alto       | R$ 1,3 bilhão    | 28.505               | pequena         |
| Sertãozinho                | 403,09     | 131.600        | 0,833 muito alto | R$ 7,1 bilhões   | 110.522              | média           |
| Taiúva                     | 132,46     | 6.733          | 0,789 alto       | R$ 139 milhões   | 4.096                | pequena         |
| Tambaú                     | 561,79     | 21.682         | 0,792 alto       | R$ 700 milhões   | 18.000               | pequena         |
| Taquaral                   | 53,89      | 2.652          | 0,765 alto       | R$ 46 milhões    | 1.578                | pequena         |
| Total                      | 14.787,89  | 1.702.452      | 0,797 alto       | R$ 82.4 bilhões  | 1.344.841            |                 |

### Distritos
| Municípios                 | Distritos               |
| -------------------------- | ----------------------- |
| Jaboticabal                | Córrego Rico            |
| Jaboticabal                | Lusitânia               |
| Jardinópolis               | Jurucê                  |
| Mococa                     | Igaraí                  |
| Mococa                     | São Benedito das Areias |
| Monte Alto                 | Aparecida do Monte Alto |
| Pitangueiras               | Ibitiúva                |
| Pontal                     | Cândia                  |
| Ribeirão Preto             | Bonfim Paulista         |
| Santa Rita do Passa Quatro | Santa Cruz da Estrela   |
| Sertãozinho                | Cruz das Posses         |